# 애스턴 마틴 DB7
애스턴 마틴 DB7(영어: Aston Martin DB7)은 애스턴 마틴에서 1994년부터 2004년까지 생산했던 GT카이다.

## 개요
내부적으로 XX 프로젝트로 알려진 DB7은 대부분 재규어 자동차의 자원으로 생산되었으며 1988년부터 2007년까지 애스턴 마틴의 소유주인 포드 모터 컴퍼니의 재정적 지원을 받았으며 DB7의 플랫폼은 재규어 XJS 플랫폼의 진화이다.

## 스페셜 에디션
다양한 스페셜 에디션 DB7이 제작되었다.
DB7 I6
- 1998 Alfred Dunhill Edition[1]
- 1998 Neiman-Marcus Edition[1]
- 1999 Stratstone Edition[1]
- 1998 Beverly Hills Edition[1]

DB7 V12 밴티지
- 2003 Jubilee Limited Edition[1]
- 2002 Keswick Limited Edition[1]
- 2003 Anniversary Edition[1]

## 특별 모델
DB7 양산형의 생산이 종료될 때 DB7 자가토와 DB AR1이라는 두 가지 스페셜 에디션 변형이 제작되었다.

### DB7 자가토

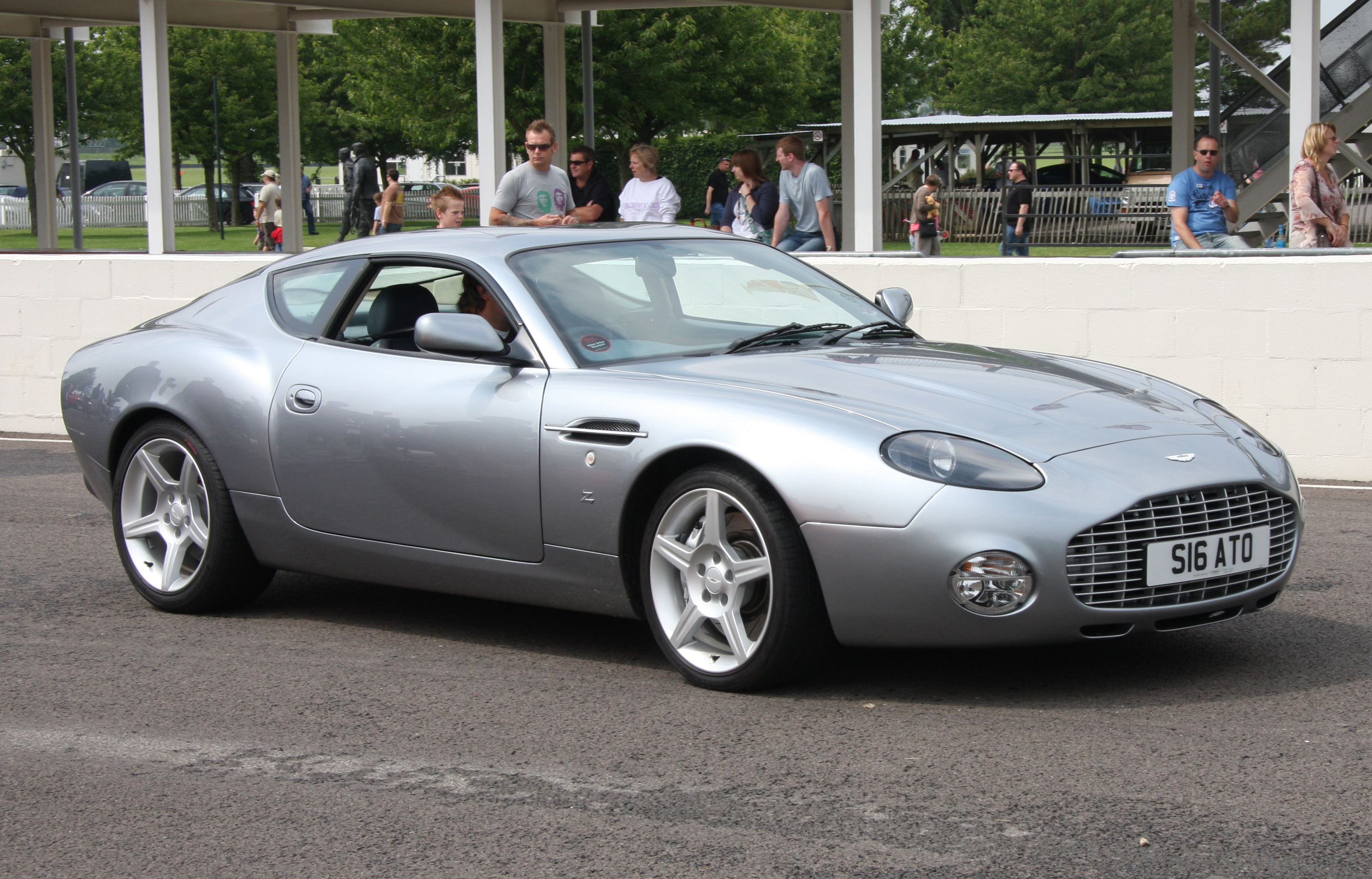
DB7 자가토

### DB AR1

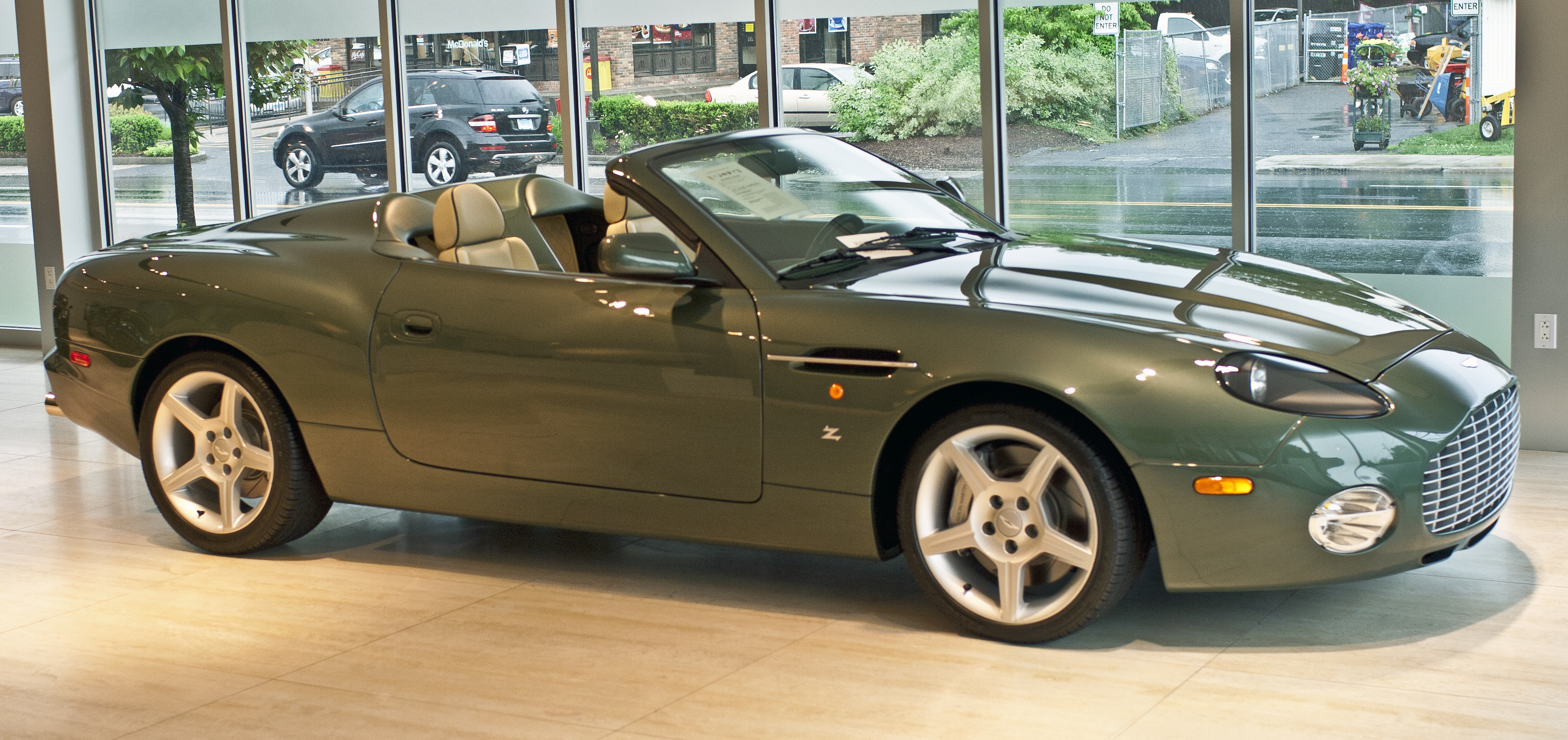
DB AR1

## 원-오프 에디션

### DB7 i6 GT 경쟁 프로토타입
애스턴 마틴은 DB7을 특징으로 하는 신사의 레이서 프로그램을 계획하였다. 이를 위해 프로드라이브는 최초의 DB7 양산 차량을 기반으로 한 레이싱 DB7 제작을 의뢰받았다. 이 차는 빨간 노즈밴드가 특징이다. 웍스 서비스에서 제작한 두 번째 자동차가 뒤를 이어 노란색 노즈밴드를 가졌으며 레이싱 시리즈의 계획은 취소되었다.

### 웍스 서비스 by DB7 V8 로드카
1998년에 웍스 서비스는 유명한 V8로 구동되는 DB7을 공급하는 임무를 받았다. 더 흥미롭게 만들기 위해 웍스 서비스는 비라지 6.3에서도 볼 수 있는 6.3리터 변형을 사용하기로 결정하였다. 이 차를 구별하는 독특한 기능에는 추가적인 냉각을 위한 황동 색상의 메쉬 그릴을 포함하여 보닛의 트윈 파워 돌출이 있다.

### DB7 V12 프로토타입 TWR
TWR 소유자인 톰 워킨쇼는 1996년식 DB7을 기반으로 한 소유권을 위해 일회용 모델을 의뢰하였다. 6.0리터 V12 엔진을 기반으로 한 6.4리터 재규여-TWR V12 엔진이 장착되었으며 엔진에는 수정된 강철 크랭크축과 실린더 헤드당 특별히 설계된 4개의 밸브가 있다. 이 엔진은 6,000rpm에서 482 PS (355 kW; 475 hp)의 출력과 4,500rpm에서 637 N·m (470 lb·ft)의 토크를 생성한다.
동력은 AP 레이싱 트윈 플레이트 클러치에 의해 후륜으로 전달되었고 엔진은 6단 보그 워리어 T-56 수동 변속기와 짝을 이루었으며 더 긴 최종 기어비로 인해 293km/h(182mph)의 예상 최고 속도를 보였다. 외부에는 특별히 설계된 바디 키트와 다운포스를 개선하기 위한 리어 스포일러가 있다. 이 차는 향상된 접지력과 엔진의 힘을 처리하기 위해 더 넓은 요코하마 타이어를 장착했으며 특별히 설계된 20-스포크 알로이 휠을 사용했다.